# Pterolophia casta
Pterolophia casta är en skalbaggsart som först beskrevs av Francis Polkinghorne Pascoe 1875.  Pterolophia casta ingår i släktet Pterolophia och familjen långhorningar. Inga underarter finns listade i Catalogue of Life.